# Szent könyv
A szent könyv vagy szent írás olyan szövegeket foglal magába, amelyek az adott kultúra vallási irodalmán belül központi jelentőségűek és amelyeket normatívnak tekintenek az elfogadott tanok, a vallási tanítás, az imádság és a mindennapi élet szabályaival kapcsolatban.
A világ vallásainak szent iratai változatos műfajokat használnak az imádságoktól a látomásokon, szertartási leírásokon, erkölcsi szabályokon, mondákon és regéken, történelmi leírásokon, legendákon keresztül egészen a jelenésszerű tanulmányokig. Az ilyen szövegek többnyire szájhagyomány útján terjedtek, és csak egy későbbi időszakban írták le őket. Ez igaz a zsidó és keresztény Biblia túlnyomó részére éppúgy, mint a hindu Védákra, vagy a zsidó Misnára.
Az ilyen iratok szent jellegét az általuk megtestesített hagyományokat értékelő közösségek nyújtják. Bizonyos értelemben az ilyen szent írásokat égi eredetűnek fogják fel. Erre jó példa a Biblia, a Korán, a Védák vagy A Mormon könyve. A vallásos közösségek nagy tiszteletben tartják azokat, akik szent irataikat nekik tolmácsolják akár tudományos, akár népszerű szinten is.
Sok vallás kinyilatkoztatásnak tartott szövegeit sokáig nem volt szabad (például a muszlim hívők szerint a mennyben arabul már megírt és Mohamednek csak lediktált Koránt), vagy nem volt érdemes lefordítani (mint például a szanszkrit nyelvű hindu szövegek más nyelvre áttéve elvesztik misztikus lelki hatásukat).
Egyes vallásos hagyományok ellenállása ellenére azonban az írások nemzeti nyelvre való lefordítása általános jelenség. (Mivel a Korán eredeti arab nyelvű szövegét Allah tényleges beszédének tartják, amely szent és sérthetetlen, a fordítást csak az eredetivel együtt nyomtatják ki.) A fordítás maga is elérheti az ihletett (vagyis Istentől származó) szöveg státuszát, ahogy azt a héber Biblia görög fordítása – a Septuaginta –, is tette a hellén zsidók és a keresztények közösségeiben. Az iratok kanonizálási folyamata meglehetősen körültekintő és időigényes eljárás majdnem minden vallás gyakorlatában, mint azt a zsidó, keresztény és buddhista hitnél egyaránt láthatjuk. Más vallások viszont, mint a szikhek, muszlimok és manicheusok, szent irataikat sokkal egyszerűbben hitelesítették, hagyták jóvá, mondván, az ihletettség (isteni eredet) velejár a szent iratok isteni tekintélyének eszméjével.
A közösség életében a szent iratoknak meglehetősen jelentős szerepe van: istentisztelet alkalmával hangosan elmondják vagy felolvassák részeit, a könyvet sokan mint szent tárgyat tisztelik, valamint nyilvános imákban és szertartásokban hivatkoznak rá. A hívek vallásos magánéletében a szent írások az elmélkedések központját, tárgyát képezik. Sokaknak a gonosztól való védelem vagy a gyógyítás előidézésének funkcióját is betölti. Mindezen felül a Biblia a művészet minden ágában (a festőművészetben, zenében, irodalomban, filmművészetben) a kulturális kifejezés ihletését is szolgálja.

## Példák
- A hinduizmusban a Védák, a Bhagavad-gíta [2] és a puránák más iratokkal együtt szentírások.[3]  (→ sruti és szmriti)
- A Guru Granth Száhib a szikhek szent könyve.[4]
- A théraváda buddhizmusban a Tipitakat szentírásnak tekintik.[5]
- A mahajána buddhizmusnak nincs központi könyve, amely minden irányzatra érvényes. Bizonyos iskolák szentírásai között szerepel: A Szív Szútra és a Lótusz Szútra.[6]
- A tibeti buddhizmusban a tibeti buddhista kánon.[7]
- A bön vallásban a Kandzsúr és a Tandzsúr.[8]
- A taoizmusban a Tao-tö-king, Csuang Csou és a Daozang szent iratok.[9]
- A konfucianizmusban az öt klasszikus és a négy könyv szentírásnak tekinthető.[10]
- A sintoizmusban a Kodzsiki és Nihonsoki szentírások.[11]
- A zoroasztrizmusban (párszizmusban) az Aveszta a szentírás.[12]
- A mormonok számára a Mormon könyve és a Biblia szentírások.[13]
- A bahái hitűek számára a Kitáb-i-Aqdas és a Kítáb-e íkán.
- A wicca újpogányságban az Árnyak könyve.[14]

## Külső hivatkozások
Sacred Text Archive